# 韓晶東
韓 晶東（ハン・ジョンドン、朝鮮語: 한정동、1894年 - 1976年6月23日）は、大韓民国の児童文学作家。
平安南道江西郡生まれ。平壌高等普通学校卒業。1925年、東亜日報新春文芸に童謡『トキ』の当選後、多くの童謡を発表。 新聞と雑誌の記者と教員を務めながら活動し、
童話も執筆している。1968年、『ありがたい先生賞』を受賞。 1969年、韓晶東児童文学賞が制定される、著書に童謡・童話集『枯れ葉の笛』がある。
老衰により83歳で死去した。